# Präsidentschaftswahlen in Nigeria 2011

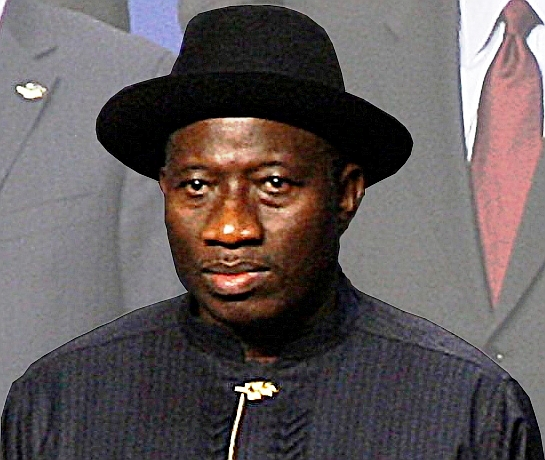
Gewählt: Goodluck Jonathan

Die Präsidentschaftswahlen in Nigeria 2011 fanden nach zweifacher Verschiebung am 16. April 2011 statt. Auf nationaler Ebene wurden dabei der Präsident und der Vizepräsident gewählt. Nicht ganz 70 Millionen der etwa 150 Millionen Einwohner hat die INEC (Independent National Electoral Commission), die unabhängige nigerianische Wahlbehörde als Wahlberechtigte in das Wählerverzeichnis aufgenommen. Für das Amt des Präsidenten, der für eine Amtszeit von vier Jahren regiert, kandidierten nach offiziellen Angaben 19 Politiker. Drei der Kandidaten, Goodluck Jonathan, Muhammadu Buhari und Nuhu Ribadu machten das Rennen unter sich aus. Goodluck Jonathan setzte sich dabei eindeutig mit nahezu 60 % der Stimmen durch, gefolgt von Buhari, der knapp ein Drittel der Stimmen gewann sowie weit abgeschlagen Ribadu, der sich nur in einem Bundesstaat durchsetzen konnte und landesweit nur 5 % der Stimmen erhielt.
Am 9. April hatten bereits die Parlamentswahlen 2011 (die Wahlen zum "House of Representatives") stattgefunden, bei denen die regierende Peoples Democratic Party, der auch Goodluck Jonathan angehört, trotz Verlusten eine deutliche Mehrheit gewann. Am 26. April sollen in den Bundesstaaten die Wahlen der Gouverneure und der Parlamente der einzelnen Staaten stattfinden.

## Ausgangslage
Umaru Yar’Adua, der vorherige, bei den Präsidentschaftswahlen in Nigeria 2007 ins Amt gewählte Präsident Nigerias, starb am 5. Mai 2010 in Abuja. Sein Vizekandidat Goodluck Jonathan, Vize-Kandidat aus dem gleichen Lager vertrat ursprünglich das christliche Nigerdelta, während Umaru Yar’Adua den muslimischen Norden repräsentierte. Am 6. Mai 2010 übernahm Goodluck Jonathan das Präsidentenamt. Eine nicht in der Verfassung verankerte Vereinbarung, die hier „Zoning“ genannt wird, begrenzt die Herrschaft in Nigeria ethno-religiös. Der „islamische Norden“ hat mit dem „christlichen Süden“ vereinbart, die wichtigsten Ämter wie das des Präsidenten und des Vizepräsidenten geographisch rotieren zu lassen. Über 50 % der Nigerianer sind Muslime, zwischen 40 und 48 % sind Christen während der restliche Teil sich zu einer traditionellen afrikanischen Religion bekennt. Das „Zoning“ berücksichtigt ebenfalls Westen und Osten des Landes.

## Präsidentschaftskandidaten
Die Präsidentschaftskandidaten der Parteien wurden im Dezember 2010 bekanntgegeben. Die People’s Democratic Party (PDP), die seit den letzten Wahlen stärkste Partei, wählte Goodluck Jonathan, den Amtsinhaber, zu ihrem Kandidaten. Sein Vizekandidat (der sog. running mate, der für das Amt des Vizepräsidenten kandidiert) ist Namadi Sambo, auch heute Vizepräsident. Bis 18. Mai 2010 war er der Gouverneur des Bundesstaates Kaduna in der nördlichen Mitte des Landes. Goodluck Jonathan wurden in den letzten Umfragen vor der Wahl mehr als 60 Prozent der Stimmen prognostiziert.
Der Kandidatur Nuhu Ribadus von der Oppositionspartei Action Congress (AC) wurden nach Pressemeldungen ebenfalls große Chancen zugemessen.
Für den vom neu gegründeten Kongress für fortschrittlichen Wandel (Congress for Progressive Change (CPC)) kandidierte Muhammadu Buhari, der bereits nach einem Militärputsch von 1983 bis 1985 Staatspräsident war.
| Politische Partei                     | Präsidentschaftskandidat | Vizepräsident      |
| ------------------------------------- | ------------------------ | ------------------ |
| Action Congress                       | Nuhu Ribadu              | Fola Adeola        |
| All Nigeria People’s Party            | Ibrahim Shekarau         | John Odigie Oyegun |
| Congress for Progressive Change       | Muhammadu Buhari         | Tunde Bakare       |
| Fresh Democratic Party                | Chris Okotie             |                    |
| National Conscience Party             | Dele Momodu              |                    |
| People’s Democratic Party             | Goodluck Jonathan        | Namadi Sambo       |
| African Democratic Congress           | Peter Nwangwu            | Mani Ibrahim Ahmad |
| African Renaissance Party             | Yahaya Ndu               |                    |
| Better Nigeria Progressive Party      | Iheanyichukwu Nnaji      | Kadijat Abubakar   |
| Hope Democratic Party                 | Ambrose Awuru            | Ibrahim Abdullahi  |
| Liberal Democratic Party              | Chris Nwaokobia          |                    |
| National Majority Democratic Party    | Akpona Solomon           | -                  |
| National Transformation Party         | John Dara                | -                  |
| MPPP                                  | Rasheed Shitta-Bey       | -                  |
| People for Democratic Change          | Mahmud Waziri            | Clement Eze        |
| Peoples Mandate Party                 | Nwadike Chikezie         | -                  |
| Social Democratic Mega Party          | Patrick Utomi            | Lawal Funtua       |
| United National Party for Development | Ebiti Ndok               | Galadima Samari    |
| Kandidatur zurückgezogen:             | Ibrahim Babangida        |                    |

## Ergebnisse

Übersicht über die von den einzelnen Kandidaten gewonnenen Bundesstaaten.

| Kandidat                        | Partei                                       | Stimmen    | %      |
| ------------------------------- | -------------------------------------------- | ---------- | ------ |
| Goodluck Jonathan               | People’s Democratic Party (PDP)              | 22.495.187 | 58,89  |
| Muhammadu Buhari                | Congress for Progressive Change (CPC)        | 12.214.853 | 31,98  |
| Nuhu Ribadu                     | Action Congress of Nigeria (ACN)             | 2.079.151  | 5,41   |
| Ibrahim Shekarau                | All Nigeria People’s Party (ANPP)            | 917.012    | 2,40   |
| Mahmud Waziri                   | People for Democratic Change (PDC)           | 82.243     | 0,21   |
| Nwadike Chikezie                | Peoples Mandate Party (PMP)                  | 56.248     | 0,15   |
| Lawson Igboanugo Aroh           | Peoples Progressive Party (PPP)              | 54.203     | 0,14   |
| Peter Nwangwu                   | African Democratic Congress (ADC)            | 51.682     | 0,14   |
| Iheanyichukwu Nnaji             | Better Nigeria Progressive Party (BNPP)      | 47.272     | 0,12   |
| Chris Okotie                    | Fresh Democratic Party (FRESH)               | 34.331     | 0,09   |
| Dele Momodu                     | National Conscience Party (NCP)              | 26.376     | 0,07   |
| Akpona Solomon                  | National Majority Democratic Party (NMDP)    | 25.938     | 0,07   |
| Lawrence Makinde Adedoyin       | African Political System (APS)               | 23.740     | 0,06   |
| Ebiti Ndok                      | United National Party for Development (UNPD) | 21.203     | 0,06   |
| John Dara                       | National Transformation Party (NTP)          | 19.744     | 0,05   |
| Rasheed Shitta-Bey              | Mega Progressive Peoples Party (MPPP)        | 16.492     | 0,04   |
| Yahaya Ndu                      | African Renaissance Party (ARP)              | 12.264     | 0,03   |
| Ambrose Awuru                   | Hope Democratic Party (HDP)                  | 12.023     | 0,03   |
| Patrick Utomi                   | Social Democratic Mega Party (SDMP)          | 11.544     | 0,03   |
| Chris Nwaokobia                 | Liberal Democratic Party of Nigeria (LDPN)   | 8.472      | 0,02   |
| Total (Wahlbeteiligung 51,95 %) | Total (Wahlbeteiligung 51,95 %)              | 38.209.978 | 100,00 |
| Quelle: INEC                    |                                              |            |        |

## Ablauf und Nachspiel der Wahlen
Nach den blutigen Ereignissen bei der Präsidentschaftswahl 2007 mit hunderten von Toten war es bei den Wahlen 2011 weitgehend friedlich zugegangen. Allerdings folgten die befürchteten Unruhen nach Bekanntgabe der Ergebnisse. In den Tagen nach den Wahlen kam es zu Unruhen mit rund 120 Toten in den Städten Nordnigerias, die ganz überwiegend für Buhari und nicht für den Wahlsieger Jonathan aus dem Süden gestimmt hatten. Das Rote Kreuz Nigerias sprach zudem von etwa 35 000 Menschen, die sich vor den Unruhen in Nigerias Hauptstadt Abuja geflüchtet haben.